# Pierre Le Guen
Pour les articles homonymes, voir Le Guen.
Pierre Le Guen, né à Versailles le 12 janvier 1929 et mort le 27 décembre 2022 à Vannes, est un dessinateur et scénariste de bande dessinée français. Il a également réalisé de nombreuses illustrations pour des romans pour la jeunesse.

## Biographie
Pierre Le Guen est le deuxième d'une famille de six enfants. Il est originaire d'un milieu modeste puisqu'en effet, sa mère travaille comme femme de ménage tandis que son père est ouvrier boulanger à Versailles, la ville où Pierre Le Guen voit le jour et grandit. Sa passion pour le dessin le prend très tôt et il s'amuse à recopier ce qu'il voit, notamment les publicités de la Vache qui rit (dessinée par Benjamin Rabier). Il continue également de se former au travers de cours particuliers de dessin auxquels ses parents l'inscrivent, soucieux de l'encourager dans cette voie, et il y apprend l'aquarelle et la peinture à l'huile. Le jeune Le Guen rêve alors encore de devenir horloger. En grandissant, il commence des études d'Arts Appliqués à l'industrie et suit durant trois ans des cours de peinture en bâtiment qui ne l'intéressent guère.

### Début de sa carrière
Sa carrière potentielle de dessinateur commence réellement lorsqu'il décide de participer à un concours de dessin consistant en l'envoi d'une bande dessinée brève de genre humoristique au magazine O.K. Il réalise sa participation en couleur et remporte le premier prix du concours, ce qui lui permet de gagner un abonnement gratuit de six mois au magazine. En parallèle, Le Guen parvient à devenir l'assistant du dessinateur de bande dessinée René Brantonne, qu'il a connu par son fils (qui collabore parfois avec son père sous le pseudonyme de Jack de Brown) qu'il côtoyait durant ses études d'Arts Appliqués. Il est principalement chargé de réaliser ses crayonnés. Sa collaboration avec Brantonne débute en 1946 mais devient difficile. Ses dessins sont publiés sous le nom du dessinateur qui lui donne un salaire très faible, et Le Guen définit sa relation avec le dessinateur dans une interview:
« le dessinateur « B.... » dont je suis le nègre ». 
Toutefois, son travail auprès de Brantonne lui permet de travailler son style et de se développer en tant que dessinateur.
Il participe de nouveau quelque temps après à un autre concours également lancé par O.K mais est classé « hors concours ». Pourtant, la rédaction, enthousiasmée par son style et à la recherche de nouveaux dessinateurs pour le magazine, le recontacte. Il est alors invité à réaliser une bande dessinée pour O.K et le rédacteur en Chef, René Detire, publie en 1947 son œuvre nommée Tangor, un dérivé de la bande dessinée américaine Tarzan.
Son travail d'assistant auprès de René Brantonne s'achève brutalement lorsque celui-ci se rend compte que Le Guen, en dehors de son travail d'assistanat, publie aussi des bandes dessinées (à l'exemple de Tangor) à son propre compte pour augmenter son maigre salaire. Le Guen est renvoyé et les relations que Brantonne entretient avec René Detire lui coûtent également sa place au sein du magazine O.K. La publication de Tangor est arrêtée net au profit d'une nouvelle série de Brantonne.

### DeVaillantauxPieds Nickelés magazine
Après la perte de ses principales activités, Pierre Le Guen commence son service militaire et choisit en 1949 de contacter les éditions Vaillant à qui il présente ses dessins au comité de rédaction du journal alors composé de Jean Ollivier, Pierre Olivier et Roger Lécureux. Il intègre l'équipe de dessinateurs et devient chargé des dessins de la série Hurrah Freddi scénarisée par Roger Lécureux. En 1953, Pierre Le Guen abandonne ce personnage au profit de Nasdine Hodja, une série se déroulant en Orient à l'origine créée par René Bastard. Le Guen prend plaisir à travailler sur cette série qui lui permet de peaufiner encore son style et sa manière de travailler. Roger Lécureux demeure son scénariste et il poursuit donc sa collaboration avec lui, toujours pour le magazine Vaillant. En parallèle, et toujours durant son service militaire, dans l'objectif de se faire de l'argent de poche, Le Guen réalise également des illustrations pour d'autres productions communistes. Il collabore ainsi avec le magazine 34 Caméra (il a notamment réalisé les dessins du numéro 33 de 34 Caméra, « Toute à tribord ») ainsi que, brièvement, avec le journal communiste Ce soir dimanche.
1955 marque le début de ses travaux de dessinateur pour les éditions G. P., principalement pour les collections Rouge et Or et Spirale, en contrat d'exclusivité, même si le domaine de la bande dessinée lui est toujours ouvert. En 1956 et jusqu'en 1959, Le Guen reprend le personnage photographe de Jacques Flash pour la série du même nom éditée par Vaillant. La série s'interrompt alors pour passer au format des récits à suivre, et Le Guen cesse d'en être le dessinateur. En parallèle de son travail chez Vaillant, il est également dessinateur pour Coq Hardi, le journal pour enfant créé par Marijac, avec notamment Champion courageux en 1951, à propos de boxeurs, ou encore entre 1952 et 1953 Ombres blanches, une bande dessinée en couleur qui fait la première page du numéro 109. Des illustrations lui sont également demandées pour du rédactionnel ou encore des contes publiés par le magazine. Il travaille ensuite en 1953 chez Mireille pour qui il fournit la longue série mélodramatique l'Orpheline du cirque. Sa collaboration avec de multiples journaux résulte davantage de sa passion pour le dessin que d'une réelle nécessité financière puisque après l'échec aux côtés de Brantonne qui le payait une misère, il reçoit en revanche chez Vaillant une fiche de paie confortable. Le dessinateur connaît aux côtés des éditions Vaillant le changement de format du journal mais cela n'entache absolument pas son travail : il n'est pas dérangé par cette brusque réduction de format et la limitation de la couleur à la première page de la bande dessinée. Enfin en 1969, il quitte sa série phare de Nasdine Hodja. Selon l'interview réalisée dans le magazine Hop ! de septembre 2008, Pierre Le Guen affirme avoir été dessaisi de la série après avoir réclamé une augmentation de cinq francs par planche, parce qu'il pensait n'être « pas assez payé à ce moment-là », et qu'il a donné sa démission parce que le rédacteur Georges Rieu a confié le personnage de Nasdine Hodja à un autre dessinateur, Angelo di Marco. En 1970, il se présente chez Fleurus qui recherche un dessinateur pour le magazine Formule 1 pour qui il réalise Frank et Drago, une série policière, et toute une série de bandes dessinées plus légères, notamment celles scénarisées par Josselin. La collaboration avec Formule 1 se termine quatre ans après.
En 1971, Pierre Le Guen est contacté par le journaliste et historien de la bande dessinée Henri Filippini en raison de son affection pour les dessins de bateaux. Il crée alors le personnage du Capitaine Enfer qui est présent dans les huit premiers numéros des Pieds Nickelés Magazine. Le Guen s'occupe à la fois du scénario et du dessin dans cette série de bande dessinée, par volonté, bien que ce ne soit pas ses premiers pas en matière de scénario. Il a en effet par le passé eu à réaliser certains scénarios de Nasdine Hodja. Malheureusement, les Pieds Nickelés Magazine ne tient pas et est un échec. En 1974, Pierre Le Guen voit tout de même son personnage du Capitaine Enfer être publié à nouveau pour un récit complet dans le magazine mensuel Lucky Luke chez Dargaud, sous le nom de Capitaine Chérubin. À la différence de la première série, Capitaine Chérubin est en couleur et n'est plus scénarisé par Le Guen mais par Gourmelen, un scénariste français.

### DePifà Five stars
En 1976, il travaille pour PIF, des éditions Vaillant, et réalise trois récits courts selon le scénario du journaliste et scénariste Jean Sanitas pour la série Stanislas Fox au personnage éponyme.
En 1978, Pierre Le Guen est contacté à nouveau par Filippini pour Circus, un mensuel, afin de réaliser les dessins de la Vie d'Artiche scénarisé par Christian Godard (La Vie d'Artiche est édité en album un an après chez Glénat). Avec Circus, il côtoie l'univers de la nouvelle presse pour adulte qui voit le jour à travers des magazines comme l'Écho des Savanes de Gotlib ou encore Métal Hurlant des Humanoïdes associés, mais il n'en apprécie que la liberté et ne se montre pas réellement  réceptif au genre.
En 1980, le dessinateur découvre le studio Five stars et collabore à l'adaptation en bande dessinée des dessins animés d'Albator le corsaire de l'espace ou encore de Capitaine Fulgur.

### Fin de carrière
L'un de ses derniers travaux d'illustration est celui de 1985 des Grecs, aux éditions Bordas, réalisé avec Max Lenvers. Il déménage ensuite en Lorraine et décide de quitter sa profession de dessinateur pour la photographie industrielle et la sérigraphie. Il se consacre également à la peinture réaliste et choisit de représenter son quotidien.

### Vie privée
Pierre Le Guen est marié et a des enfants, notamment une fille montrant du talent pour le dessin et la peinture. Ses enfants sont par ailleurs une source d'inspiration pour sa peinture.

## Une vocation et ses inspirations
Pierre Le Guen avant de devenir scénariste et dessinateur souhaitait être horloger, mais c'est après avoir gagné un concours organisé par le journal O.K en 1946 qu'il change de voie. Ce n'est pas une vocation que l'on pourrait qualifier de familiale, puisque son père est boulanger, et sa mère femme de ménage. Enfant, il était aussi passionné de bandes dessinées américaines, et de leurs histoires palpitantes. 
Les inspirations de Pierre Le Guen reposent dans les bandes dessinées éditées chez Hachette comme Tarzan, qu'il lisait beaucoup étant enfant, ou encore l'Aventureux (une bande dessinée hebdomadaire pour garçon qui ne publiait que des bandes dessinées sans aucun autre contenu rédactionnel) chez Hurrah. La bande dessinée américaine, qui a donc bercé son enfance, l’influence aussi beaucoup, comme les aventures du héros d'Alex Raymond (créateur d'autres héros connus comme Flash Gordon ou encore Jungle Jim ou Agent Secret X-9), Rip Kirby.

## Ses contributions
Pierre Le Guen a contribué à de nombreux magazines comme O.K dans lequel il a démarré (avec notamment la série Tangor), Vaillant, Coq Hardi, Formule 1, Les pieds Nickelés Magazine, Circus. Il participe aussi à quelques illustrations de revues comme celles d'ouvrages de la collection Histoire Junior (Marie Curie ou encore, Louis XIV). Il a participé à l’Encyclopédie de la BD ainsi qu'à l'équipe de dessinateurs de la bande dessinée Albator. Il livre également quelques illustrations dans des romans jeunesse comme La Vallée des éponges (1958) ou les Malheurs de Sophie (1961) dans la collection Rouge et Or. 
Dans O.K, journal pour la jeunesse, il n'est qu'un simple illustrateur des aventures de Tangor. Il fait notamment son apprentissage chez Brantonne. À la suite d'une mésentente avec un autre dessinateur avec qui il travaillait (qui s'avère être Brantonne), son travail lui est retiré et les aventures de Tangor s'arrêtent brusquement. Il travaille aussi un temps dans une filiale de O.K, Kid Magazine pour lequel il crée le western Rixe. Dans Vaillant il reprend la série de Claude-Henri Hurrah Freddi! Il prend part au dessin des aventures de Nasdine Hodja, une création de Roger Lécureux.  C'est dans Formule 1 qu'il livre ses premiers récits complets comme Sponx l'homme éponge, une série d'humour, il compose aussi des posters comme celui de Versailles au XVIIIe siècle ou encore trois histoires à suivre. Il fournit aussi des illustrations pour quelques publicités comme Assimil, une méthode d'apprentissage des langues étrangères, en 1973.

### Nasdine Hodja, contribution principale
L'une de ses séries les plus connues est celle de Nasdine Hodja, qui permet à Pierre Le Guen de dévoiler son style au plus grand nombre et de marquer les lecteurs du magazine Vaillant puis Pif Gadget de l'époque. Il est créé par Roger Lécureux en 1946. Inspiré du folklore russe, ce héros solitaire, et parfois accompagné de son ami le colosse  Kadu-Ka, vit des aventures trépidantes dans un Orient inspiré des mille et une nuits. Pierre Le Guen reprend les dessins de cette série dans le numéro 448 de décembre 1953, succédant ainsi à R. Violet (1949 à 1967) et René Bastard (de 1946 à 1949). Dans le premier numéro il ne fournit qu'une seule illustration mais dès le numéro suivant, il fournit des récits longs, et cela jusqu'en 1964. Il écrit quelques récits courts complets, d'environ douze planches, parmi lesquels on peut citer Le Yatacan de Jade (numéro 1042) ou le Géant Jaune (numéro 1231). Nasdine Hodja fait aussi l’objet de deux recueils de la collection « les Grandes Aventures » que sont Le retour de l’Insaisissable et Le Génie à six têtes. On peut aussi noter deux reprises de numéro de L’insaisissable au format poche et cela, en 1967.

### Jacques Flash
Il est apparu dans l’hebdomadaire Vaillant en 1956 et le personnage de Jacques Flash devient très vite l'une des vedettes réalistes de l’hebdomadaire. La série est scénarisée par Roger Lécureux, George Rieu et Pierre Castex, et dessinée au tout départ par Pierre Le Guen (entre 1956 et 1959) avant d'être dessinée par Gérald Forton (entre 1959 et 1961) puis par René Deynis (entre 1962 et 1973). Pour Jacques Flash aussi la collection « Les Grandes Aventures » reprend quelques-uns de ces épisodes, dessinés par Le Guen, dont il y a actuellement des rééditions. Le personnage est un homme sportif et intègre, qui travaille comme journaliste au quotidien Dernières. Il rencontre au cours de ses enquêtes celui qui deviendra son acolyte, le professeur Folven, un inventeur d'un sérum d'invisibilité. Il devient un auxiliaire précieux pour la police après s'être injecté lui-même le sérum après une intercalation contre un malfrat. 

## Relations avec ses collègues
Hormis ses relations tendues avec Brantonne, Pierre Le Guen, dans une interview qu'il accorde au magazine Hop!, confie qu'il était plutôt discret à ses débuts, alors qu'il travaillait chez O.K : 
« en ce qui concerne mes relations avec les autres dessinateurs de ce journal, je ne les cherchais pas, étant conscient de la minceur de mon jeune talent »
Il confie toujours dans la même interview avoir rencontré le dessinateur Uderzo alors que ce dernier débutait dans le milieu. 

## Style de création
À l'aise avec les séries d'aventure comme Tangor ou encore Nasdine Hodja, le style de Pierre Le Guen évolue avec les différentes séries qu'il dessine au fil de sa carrière. C'est notamment avec la série Nasdine Hodja que son style évolue, il se démarque et laisse sa trace dans l'imaginaire des lecteurs de l'époque. Ses personnages les plus marquants sont des aventuriers, on peut donc citer Tangor (inspirée de Tarzan, le héros d'Edgar Rice Burrough, mise en image par Harold Rudolf Foster), un personnage qui vit de grande aventures mouvementées après avoir été ramené à la vie par une expédition scientifique, ou encore le champion sportif qu'il dessine dans Hurrah Freddie, adepte de multiples sports comme la boxe, le foot, le ski, la moto, le hors-bord, la course automobile… Et enfin, Nasdine Hodja, qualifié de « Robin des bois oriental » et inspiré de Nasr Eddin Hodja, ce héros justicier qui vole au secours du petit peuple et des princesses, et qui devient un des héros incontournables du magazine Vaillant. 
Son style se caractérise comme nerveux, anguleux et rapide dans la préface du numéro 119 du magazine Hop! Il caractérise lui-même son trait  franc, net et incisif, se rapprochant au style d'un graveur professionnel, toujours dans l'interview du même magazine. Ses dessins sont d'abord humoristiques (comme les dessins réalisés pour Bric et Brac, les joyeux déménageurs, une série de chez Vaillant) puis réalistes (comme on peut le voir avec la planche ci-contre de Nasdine Hodja). Il travaille aussi bien en noir et blanc qu'en couleur (comme la série des Ombres Blanches dans Coq Hardi). Par exemple la série Nasdine Hodja était d'abord publiée en couleur avant d'être finalement publiée uniquement en noir et blanc à exception de quelques couvertures. Quand ses dessins sont en noir et blanc, il n'utilise que peu de noir, le blanc restant majoritaire dans ses cases et donnant une impression de légèreté au dessin. Il confie aussi avoir utilisé des lames de rasoir, afin de gratter la page et de retrouver la blancheur du papier, ce qui donnait un style particulier à ses dessins. Il ne revenait pas sur ses traits, ses dessins étaient donc faits sur le vif. Les hachures et les traits horizontaux très présents eux aussi sur ses illustrations permettent de créer des contrastes. Le Guen confie aussi dans l'interview du numéro 119 du magazine Hop! qu'il aime travailler les traits du visage et des vêtements de ses personnages afin d'apporter plus de réalisme. Les détails ne sont pas abondants dans les planches de Le Guen, les paysages sont simples et ses cases comportent peu de fioritures. Il se documente lui-même afin de réaliser ses dessins, comme pour une illustration du magazine Ça m’intéresse, « Atahualpa, dernier empereur des incas ». Les bulles ne sont pas entourées de détails ou de dessins, et on remarque l'absence de traînées graphiques lors des scènes d'action et des déplacements de ses personnages, ainsi que la faible présence d’onomatopées. Il dessine des personnages bien proportionnés, se voulant réalistes sur la forme et dans leur gestes. Ces personnages sont bien souvent des hommes aventureux, au service d'une noble cause ou poursuivant un objectif noble. Ils sont bien souvent entourés de compagnons de voyage comme Kadu-Ka pour Nasdina Hodja. Ses planches sont mises en page de manière très simple, avec des cases structurées qui ne se chevauchent pas ou adoptent des formes originales (rondes, triangulaires…) par exemple. Les paroles de ses personnages sont comprises dans des bulles et il use souvent du récitatif pour mettre en place l'action ou décrire certaines scènes d'action de son héros. Le Guen n'a pas réellement de personnage central, même si son nom reste rattaché au héros à qui il a redonné vie, Nasdine Hodja, avec qui son style évolue de manière flagrante. Dans les illustrations de romans pour la jeunesses, les illustrations sont bien souvent en couleur comme dans l’œuvre l'Aventure Vikings, de Jean Ollivier. Les dessins se veulent là aussi réalistes, et sont réalisés  à la peinture à l'huile. Le style est plus doux, plus enfantin comme pour se rapprocher du public qu'il vise en illustrant ces œuvres.

## Conclusion
De nos jours, l'auteur qui marqua les esprits avec les aventures de Nasdine Hodja reste cependant dans l'ombre. En effet un seul album des aventures de Nasdine Hodja est réédité sous forme d'albums chez Glénat, mais Le Guen jure ne jamais avoir été mis au courant. Ce manque de publication d'albums nuit à sa postérité, aucune de ses autres aventures ne sont rééditées. Pierre Le Guen avoue aussi ne pas être un lecteur de bandes dessinées assidu, il n'était pas non plus un grand lecteur des revues pour adultes comme l’Écho des Savanes (Gotlib) ou Métal Hurlant (créé par les Humanoïdes associés), il se classe définitivement du côté des dessinateurs, et non pas des consommateurs de bandes dessinées. En dehors du dessin, la peinture, la guitare et la lecture sont quelques-uns de ses loisirs.

## Œuvre

### Périodiques
- Tangor (dessin) dans O.K (1947-1949)
- Hurrah Freddie dans Vaillant (1948-1951)
- Jacques Flash (dessin et scénario) dans Vaillant  (1956-1959, 1963)
- Nasdine Hodja (dessin) dans Vaillant (1953-1969)
- 34 Aventure dans 34 Caméra (août 1950)
- Champion courageux dans Coq hardi (1951-1952)
- Ombre blanche dans Coq hardi (1953)
- Colonel X dans Coq Hardi (1962)
- L'Orpheline du Cirque dans Mireille (1953)
- Capitaine Enfer (scénario et dessin) dans Les Pieds Nickelés Magazine (1971)
- Capitaine Chérubin dans Lucky Luke Magazine (1974)
- Frank et Drago dans Formule 1 (1970)
- La vie d'Artiche dans Circus (1978)

### Albums et rééditions en albums
- Grandes aventures (Spécial), Vaillant, 6 volumes, 1961.
- Le Grand Chelem (dessin), Setam, coll. Les grands exploits sportifs, 1 volume, 1978.
- La Vie d'Artiche (dessin), avec Christian Godard (scénario), Glénat, coll. Circus, 1 volume, 1979.
- L'Encyclopédie en bande dessinée t.2 (dessin), éditions Philippe Auzou, coll. L'univers, 2 volumes, 1982.
- Histoire Juniors (tomes 2, 3, 6) (dessin), Hachette, coll. Histoire Juniors, 1979-1980, réed. Coll. Encyclopédies et connaissances, 1990.
- Jacques Flash (dessin), Roger Lécureux, Georges Rieu et Gérald Forton (scénario) éditions du Taupinambour, 4 volumes, 2008-2011.
- Nasdine Hodja (dessin), avec Roger Lécureux (scénario), éditions du Taupinambour, coll. Lécureux, 2008.
- Capitaine Enfer (dessin) éditions du Taupinambour, 1 volume, 2012.
- Hurrah Freddi (dessin), avec Roger Lécureux (scénario) éditions du Taupinambour, 3 volumes, 2012.
- L'Orpheline du cirque (dessin), avec Christian Mathelot et Marijac (scénario) éditions du Taupinambour, 2014.
- Envoyé spécial (dessin), avec Lucien Bornet (scénario) éditions du Taupinambour, 2 volumes, 2014.

### En tant qu’illustrateur
(liste exhaustive)

#### Romans pour la jeunesse
Collection Spirale, éditions G. P.1955La Petite Fille aux allumettes d'Andersen.
- 1959 : Cosette, Gavroche de Victor Hugo - Adaptation de Thérèse Lannes, no 8.
- 1960 : Souviens-toi Jonathan d'Yvon Mauffret (no 24)
- 1961 : Emmanuelle s'en va-t-en guerre de Sylvette Brisson (no 49)
- 1961 : L'Aventure viking de Jean Ollivier (no 45)
- 1962 : Indiens et Vikings de Jean Ollivier (no 63)
- 1962 : Le Rallye fantastique de Pierre Castex (no 53)
- 1962 : La Montagne interdite de Jean-François Pays.
- 1964 : Autobus tout confort (What a lark) de Rosemary Weir - Traduit par Jacqueline Bhavsar (no 85)
- 1964: L' île aux phoques de M.-J Malavié
- 1964 : Fils des steppes, d'Yvonne Girault (no 92)
- 1965 : Le Bungalow blanc (Den Hvite bungalowen) d'Aimée Sommerfelt - Traduit du norvégien par Marguerite Gay et Gerd de Mautort (no 98)
- 1966 : La Jeunesse d'une petite reine, Marie Stuart de Paule Dumaître (no 103)
- 1967 : Complot contre Mérigny de Laurent Ferrer (no 125)
- 1967 : La Folle Équipée d'Annette de Thérèse Lenotre (no 117)
- 1969 : Laura et les Chercheurs d'or (Five ponies for Princess) d'Amy Russell - Traduit par Tessa Olivier (no 155)

Collection Rouge et Or, éditions G. P.
- 1955 : Maroussia de P. J. Stahl (no 88).
- 1955 : Le Petit Roi d'André Lichtenberger (no 96)
- 1956 : La Petite Sœur de Trott d'André Lichtenberger (no 106)
- 1957 : Roseline et le nain vert de Michèle Arnéguy (no 123)
- 1957 : Le Kangourou volant de Paul Berna (no 122)
- 1957 : Le Mercure d'or de Jean Ollivier (série Dauphine)
- 1957 : Les Contes de mon oncle Frédéri[6] de Charles Richter (no 114).
- 1958 : Puck détective de Lisbeth Werner. Traduit par Marguerite Gay et Gerd De Mautort (série Souveraine no 127)
- 1958 : Coco chez les demoiselles' de Marguerite Clément (no 46)
- 1958 : La Chaumière de Cécilia d'Elsie (série souveraine no 131)
- 1958 : L'Expédition du Puy Caprice' d'Yvonne Meynier (série Dauphine no 17)
- 1958 : La Vallée des éponges de Jean Ollivier (série Dauphine no 22)
- 1959 : Puck continue de Lisbeth Werner. Traduit par Marguerite Gay et Gerd de Mautort (Souveraine no 142)
- 1959 : La Clé du bahut d'Ella Monkton (série Dauphine no 30)
- 1959 : Les Mascottes du Tahiti-Nui, de Jaime Bustos Mandola - Traduit de l'espagnol par Mme G. Tyl-Cambier. Avant-propos par Éric de Bisschop, appendice de Jean Ollivier (série Dauphine no 138)
- 1959 : Le Champion de Jean Sabran (pseud. Paul Berna) (Souveraine no 144)
- 1960 : Isabelle et les Géants de Véronique Day (Série Dauphine no 49)
- 1960 : Corentin et l'île aux oiseaux d'Yvonne Meynier (série Dauphine no 43)
- 1960 : Deux oiseaux ont disparu de Jean Ollivier (Série Souveraine no 155)
- 1960 : L'Ourson du marais d'or de Bjorn Rongen - Traduit du norvégien par Marguerite Gay et Gerd de Mautort (série Dauphine no 48)
- 1960 : L'Auberge de l'Ange gardien de la comtesse de Ségur - Adaptation de Thérèse Lannes (série Dauphine no 46)
- 1960 : Le Général Dourakine de la comtesse de Ségur - Adaptation de Thérèse Lannes (série Dauphine no 51)
- 1961 : Godefroy Petit Page de Véronique Day (série Dauphine no 57)
- 1961 : Une petite fille attendait... d'Yvonne Meynier (série Souveraine no 172)
- 1961 : Les Malheurs de Sophie de la comtesse de Ségur - Adaptation de Thérèse Lannes (série Dauphine no 58)
- 1962 : Isabelle et la maison qui roule de Véronique Day (Série Dauphine no 174)
- 1962 : Les Cherry et compagnie de Will Scott. Traduit par Geneviève Méker (série Dauphine no 75)
- 1962 : La Famille Cherry de la Maison sur la Rivière de Will Scott. Traduit par Geneviève Méker (série Dauphine no 69)
- 1963 : Les Cherry au bord de la mer de Will Scott. Traduit par Geneviève Méker (série Dauphine no 83)
- 1963 : Les Cherry et la double flèche de Will Scott. Traduit par Geneviève Méker (série Dauphine n°?).
- 1963 : Tu seras heureuse Rita de Janète Christiaens (série Dauphine no 185)
- 1963 : Puck fait du cinéma de Lisbeth Werner. Traduit par André-Marc Hendrickx (série Souveraine n°?)
- 1964 : Puck Écolière de Lisbeth Werner.
- 1964 : Isabelle et son prince de Jacqueline Dumesnil (Souveraine no 209)
- 1964 : La Mascotte du cours moyen de S. Gilmar (Souveraine no 208)
- 1964 : L’Île aux Phoques de M. J. (Marie José) Malavié (Souveraine no 206)
- 1964 : Le Triomphe de Belle-Étoile (Born to race) de Blanche Chenery Perrin. Traduit de l'anglais par M.-A. (Marie-Ange)] Manoll (Souveraine no 201)
- 1964 : Trois gamins malicieux de Henri de Venel (série Dauphine no 89)
- 1965 : Rose et le clan des Campbell de L. M. Alcott (Souveraine no 218[7])
- 1965 : Les Voisins de la villa Cabri d'Odette Poinsenet, dite Marie-Dominique (en religion Sœur Marie de la Nativité, O.P.) (série Dauphine no 107)
- 1966 : Pampelune, chien trouvé de Cécile d'Argel (pseudonyme d'Ilka Rezette) (série Dauphine no 119)
- 1967 : Le Bonheur de Rita de Janète Christiaens (suite de Tu seras heureuse Rita, 1963) (série Dauphine no 136)
- 1967 : Aude de Blanchenef de Jacqueline Dumesnil (Souveraine no 237)
- 1967 : C'est notre secret, Vasco de Sonia  (série Dauphine no 140)

Autres collections
- 1955 : Quand Bonne maman s'appelait Félicie de Marie-Madeleine Billet - Éd. G. P., coll. Bibliothèque Rouge et Bleue no 33.
- 1955 : Il était trois frères d'Alain-Marc Prévost - Éditions la farandole.
- 1961 : Le Petit Tambour d'Arcole[8] de Jean Burnat - Éd. O.D.E.J, coll. Junior no 42. Réédité en 1966, coll. Un Livre club junior, éd. ODEJ,  (ISSN 1637-7230).
- 1961 : Sajo et ses castors de Grey Owl - Traduit de l'anglais par Charlotte et Marie-Louise Pressoir. Éd. G. P., coll. Jeunesse pocket no 5
- 1979 : Louis XIV de Jean-Marie Le Guevellou - Éd. Hachette, coll. : Histoire juniors no 6. Réédition 1990, coll. Histoire juniors no 18
- 1979 : Vercingétorix de Jacques Marseille - Éd. Hachette, coll. « Encyclopédies & Connaissances : Histoire Juniors ». Réédition 1990, ill. de Pierre Le Guen ; sous la dir. d'Alain Plessis. Éd. Hachette, coll. « Histoire juniors : Les grands personnages »
- 1980 : Marie Curie d'Elisabeth Metzger - Éd. Hachette, coll. : Histoire juniors no 19. Réédition 1990, coll. « Histoire juniors : Les grands personnages » no 23,  (ISBN 2-01-016980-8).
- 1983 : Le Tour du monde en 80 jours de Jules Verne - Illustré en bandes dessinées par Pierre Le Guen, éd. Dargaud, coll. L'Archer vert,  (ISBN 2-205-02388-8).
- 1983 : Gulliver de Jonathan Swift - Illustré en bandes dessinées par Pierre Le Guen, éd. Dargaud, coll. L'Archer vert,  (ISBN 2-205-02059-5).

### Rédactionnel
- Journal de Spirou no 2018 – Apache qui rit (1976)

#### Articles
- Evariste Blanchet, « Entretient avec Pierre Le Guen », Hop !, septembre 2008, no 119, pages 6-10.
- L. Cance, « Essai de bibliographie », Hop !, septembre 2008, no 119, pages 11-17.
- Thierry Groensteen, Didier Pasamonik, « Hop dossier, dessinateurs de OK », Hop !, 1980, no 24, pages 36-37.

#### Ouvrages
- Filippini, Henri. Dictionnaire de la bande dessinée. Bordas, 2005. 912 p. p. 260 et 367, notices sur Nasdine Hodja et Jacques Flash.
- Gaumer, Patrick. Dictionnaire mondial de la bande dessinée. Larousse, 2010, 682p. p. 409 et 571, notices sur Nasdine Hodja et Jacques Flash.

#### Sites internet
- La Database BD du Loup, Le loup et Prokov (son web master), 2003, 13 décembre 2016 [11/03/2017] : http://www.dlgdl.com/
- BD oubliées, Bernard Coulange, 1999, date de mise à jour [18/03/2017] : http://www.bdoubliees.com/
- BDGest, Philippe Magneron, 2001, 16 mars 2017 [11/03/2017] : http://www.bdgest.com/
- Pif-Collection : http://pif-collection.chez-alice.fr/